# Henri Pescarolo
Henri Pescarolo (ur. 25 września 1942) – francuski kierowca wyścigowy Formuły 1 w latach 1968–1974, 1976. Jeździł w bolidzie zespołów Matra, Williams, March, BRM, Surtees. Wystartował w 64 wyścigach formuły 1, raz stając na podium, lecz nigdy nie wygrywając. Uczestniczył także w wyścigach 24h Le Mans, gdzie też czterokrotnie zwyciężał.